# Jean-Jacques et Mireille Le Goarnig
La famille Le Goarnig est une famille française qui a été à la pointe du combat pour l'identité bretonne pendant les décennies de l'après Seconde Guerre mondiale.

## Les parents: Jean-Jacques et Mireille Manrot Le Goarnig
Jean-Jacques Manrot, dit Le Goarnig (Goarnig dérive de gouarn qui signifie « gouverner » en breton et le suffixe -ig est très fréquemment utilisé comme diminutif de noms communs et propres dans cette langue) et Mireille Manrot Le Goarnig (née Lier) sont des militants bretons qui, habitant alors à Boulogne-sur-Seine (Jean-Jacques Manrot Le Goarnig dirigeait une entreprise de travaux publics dans la Région parisienne) s'opposèrent légalement à l'État français, en particulier à l'article 1 de la loi du 11 germinal an XI (2 avril 1803), afin d'obtenir le droit de donner à leurs enfants un prénom breton ou dans une autre langue régionale (Garlonn, Patrig, Katell, Gwenn, Yann, Morgann, Adraboran, Maïwenn, Gwendal, Diwezha, Sklerijenn et Brann). En effet, lors de la naissance d'Adraboran, le secrétaire de mairie de Boulogne-sur-Seine refusa d’inscrire l’enfant au registre de l’état civil, sous prétexte que le prénom choisi par les parents n’était pas un prénom français, mais étranger. Des poursuites judiciaires furent intentées contre les époux Manrot Le Goarnig pour « non-déclaration d’enfants ». Rentrés en Bretagne (ils vécurent à Moëlan-sur-Mer), les époux Manrot se virent refuser par la caisse d’allocations familiales de Landerneau les prestations concernant leurs six derniers enfants auxquels ils avaient attribués des prénoms bretons non reconnus par l'état-civil français. En mars 1963, Mme Manrot-Le Goarnig, trois jours après la naissance de Brann, son dernier enfant, est arrêtée et incarcérée à la prison de Quimper pendant 57 jours de grève de la faim.
Sensibilisés par l'Affaire "des Prénoms Bretons", de nombreux pays étrangers firent pression (Belgique, Hollande, Allemagne, Suède, Canada...). Ainsi la loi relative aux actes d'état-civil fut changée, devenant moins restrictive avec l'« Instruction générale relative à l'état-civil » du 12 avril 1966 qui dispose que : « La force de la coutume, en la matière, a sensiblement élargi les limites assignées à la recevabilité des prénoms par les prescriptions littérales de la loi du 11 germinal an XI »... Toutefois cette loi ne fut pas rétroactive, et la famille Manrot Le Goarnig n'en fut pas bénéficiaire.
La Cour de justice de l'Union européenne leur attribua donc une carte d'identité spéciale en tant que « citoyens européens de nationalité bretonne »,. Par exemple le prénom de Maïwenn, déclaré illicite en 1957, fut reconnu comme valable par arrêt rendu par la Cour d'appel de Paris en date du 9 mars 1979. Les six derniers enfants Manrot Le Goarnig purent ainsi, plus de vingt ans après leur naissance, être inscrits sur le registre d'état civil et avoir une existence légale : ils étaient jusqu'alors privés de l'accès aux cursus d'études, aux allocations familiales, à la sortie du territoire français, avec interdiction de voyager.
Jean-Jacques Manrot Le Goarnig, qui fut par ailleurs conservateur du musée Paul-Gauguin de Pont-Aven, est mort le 6 mai 2013.
Mireille Lier Manrot Le Goarnig est quant à elle décédée le 25 février 2014.

## Les enfants et petits-enfants Le Goarnig
Le couple a eu 12 enfants. Plusieurs d'entre eux, ainsi que certains petits-enfants, ont acquis une certaine notoriété :
- Garlonn Le Goarnig [née Mireille Patricia Manrot Le Goarnig] (née en 1946 à Paris, décédée en juin 2014 à Paris), artiste-peintre bretonne[6],[7].
- Patrig Ar Goarnig [né Patrick Manrot Le Goarnig], sculpteur breton, célèbre pour son œuvre Morvarc'h Argol dans la commune d'Argol qui représente le roi Gradlon[8] ; il est aussi le président de l'association Ekolobreizh  qui veut promouvoir un tourisme écologique en Bretagne[9].
- Katell Le Goarnig [née Katheline Manrot Le Goarnig], artiste-peintre, graveuse et illustratrice bretonne[10],[11].
- Gwenn Le Goarnig, productrice de musique bretonne et organisatrice des quatre éditions du Festival de Kertalg[12].
- Yann Le Goarnig [né Yann Franck Arthur], dessinateur.
- Morgann Le Goarnig, poète.
- Adraboran Le Goarnig, sculpteur.
- Gwendal Le Goarnig, musicien et ébéniste-décorateur de cinéma[13].
- Diwezha Le Goarnig, photographe.
- Brann Le Goarnig, artiste-peintre, auteur-compositeur-interprète[14].
- Aziliz Manrow (née Aziliz Manrot Le Goarnig), musicienne bretonne (fille de Gwendal Le Goarnig)[15],[16].
- Yseult Le Goarnig, auteure et réalisatrice bretonne, (fille de Gwenn Le Goarnig)[17],[18]

## Une affaire analogue
L'affaire Fañch désigne une action en justice menée en 2017-2018 par un couple de Quimpérois contre l'État français et la controverse qu'elle a déclenchée, au sujet de l'enregistrement officiel du prénom traditionnel breton Fañch, à propos du tilde sur le ‹ n ›, non reconnu dans un premier temps par l'état civil français. Dans un arrêt en date du 17 octobre 2019, la Cour de cassation avait rejeté le pourvoi formé par le procureur général en raison d’une erreur de procédure, et autorisa donc définitivement l’enfant à garder le tilde sur son prénom.